# Lum Rexhepi
Lum Rexhepi, född 3 augusti 1992, är en finländsk-kosovansk fotbollsspelare som spelar för finländska JäPS.

## Landslagskarriär
Rexhepi gjorde sin debut för Finlands seniorlandslag den 26 januari 2013 i en 3−0 förlust mot Sverige.